# Amy Wright
Amy Wright (* 15. April 1950 in Chicago, Illinois) ist eine US-amerikanische Schauspielerin.

## Leben und Leistungen
Wright studierte am Beloit College und arbeitete zeitweise als Lehrerin. Sie kündigte und zog nach New York City, um eine Karriere als Schauspielerin aufzubauen. Dort debütierte sie im Jahr 1975 am Sanctuary Theater und arbeitete mit Rip Torn zusammen.
Ihre erste Filmrolle spielte Wright im Filmdrama Not a Pretty Picture aus dem Jahr 1976. Im Westerndrama Heartland (1979) spielte sie an der Seite von Rip Torn und Conchata Ferrell eine der größeren Rollen. In der Komödie Stardust Memories (1980) war sie an der Seite von Woody Allen zu sehen, im selben Jahr trat sie neben John Savage, David Morse und Diana Scarwid in einer größeren Rolle im Filmdrama Max’s Bar von Richard Donner auf.
Im Filmdrama Die Reisen des Mr. Leary (1988) war Wright an der Seite von William Hurt, Kathleen Turner und Geena Davis zu sehen. In der Filmkomödie Die Erbschleicher (1990) spielte sie die Rolle von Lurlene, die mit ihren Geschwistern Orville (Beau Bridges), Evalita (Beverly D’Angelo) und Sara Lee (Tess Harper) um Erbschaft streitet.
Wright war von 1989 bis zu dessen Tod 2019 mit ihrem Schauspielkollegen Rip Torn verheiratet, das Paar hat zwei Töchter.

## Filmografie (Auswahl)
- 1976: Not a Pretty Picture
- 1978: Girlfriends
- 1978: Die durch die Hölle gehen (The Deer Hunter)
- 1979: Vier irre Typen – Wir schaffen alle, uns schafft keiner (Breaking Away)
- 1979: Amityville Horror (The Amityville Horror)
- 1979: Heartland
- 1979: Die Weisheit des Blutes (Wise Blood)
- 1980: Stardust Memories
- 1980: Max’s Bar (Inside Moves)
- 1985: B.I.E.R. (Beer)
- 1986: Off Beat – Laßt die Bullen tanzen (Off Beat)
- 1988: Telephone Terror (The Telephone)
- 1988: Sarah und Sam (Crossing Delancey)
- 1988: Die Reisen des Mr. Leary (The Accidental Tourist)
- 1989: Miss Firecracker
- 1990: Die Erbschleicher (Daddy’s Dyin’... Who’s Got the Will?)
- 1991: Eine herzliche Affäre (Love Hurts)
- 1991: Der Mann meiner Frau (Hard Promises)
- 1991: Getäuscht (Deceived)
- 1995: Der scharlachrote Buchstabe (The Scarlet Letter)
- 1995: Tom und Huck (Tom and Huck)
- 1999: Day and an Arabian Knight (Kurzfilm)
- 2001: Besotted
- 2002: Winning Girls Through Psychic Mind Control
- 2004: Messengers
- 2006: Der gute Hirte (The Good Shepherd)
- 2008: Synecdoche, New York
- 2010: Please Give
- 2019: Private Eyes (Fernsehserie, 1 Folge)